# Аракчинский Затон
Аракчинский Затон (тат. Уракчы култыгы, Uraqçı qultıgı) — посёлок в Татарстане, в 1957 году попавший в зону затопления Куйбышевского водохрнилища. Местность, ранее занимаемая посёлком, ныне находится в акватории Кировского района Казани.

## Расположение
Посёлок был расположен на берегу одноимённого залива Волги, в 0,9–1 км южнее Нового Аракчино, в 4 километрах от станции Юдино и в 8 километрах от пристани Казань (Дальнее Устье).

## История
Как жилой посёлок существовал с начала XX века. Затон использовался для зимнего отстоя судов и их ремонта; в 1920 году (по другим данным, в 1930-е годы) затон был соединён железнодорожной веткой с Юдино.
В начале 1930-х годах в Аракчинском Затоне планировалось оборудовать речную пристань и построить деревообделочный комбинат, однако эти планы были свёрнуты в связи с начавшимся ещё в конце 1930-х годов строительством Куйбышевской ГЭС.
В середине 1950-х годов посёлок был ликвидирован в связи с созданием Куйбышевского водохранилища; на тот момент в селении находилось 53 двора.
Аракчинский Затон административно относился к Ильинской волости Казанского уезда (Арского кантона ТАССР, до 1927), Казанскому (1927–1938) и Юдинскому (с 1938) районам Татарской АССР. На низшем административном уровне с 1932 года входил в состав Красногорского сельсовета.